# Packiam Arokiaswamy
Packiam Arokiaswamy (1921 - 2003) là một Giám mục người Ấn Độ của Giáo hội Công giáo Rôma. Ông nguyên là Tổng giám mục Danh dự chính tòa Giáo phận Tanjore trước khi từ nhiệm. Trước khi đảm trách nhiệm vụ tại Tanjore, ông còn đảm nhận nhiều trọng trách khác như Tổng giám mục Tổng giáo phận Bangalore và Giám mục chính tòa Giáo phận Ootacamund.

## Tiểu sử
Tổng giám mục Packiam Arokiaswamy sinh ngày 20 tháng 2 năm 1921, tại Kombeikadu, thuộc Ấn Độ. Sau quá trình tu học dài hạn tại các chủng viện theo quy định của Giáo luật, ngày 12 tháng 12 năm 1946, Phó tế Arokiaswamy, 25 tuổi, tiến đến việc được truyền chức linh mục.
Sau hơn 25 năm thi hành các công việc mục vụ trên cương vị là một linh mục, 16 tháng 1 năm 1971, tin tức từ Tòa Thánh đã loan tin chọn linh mục Packiam Arokiaswamy, 50 tuổi, gian nhập vào hàng ngũ các giám mục trên toàn thế giới, cụ thể với vị trí Giám mục chính tòa Giáo phận Ootacamund. Lễ tấn phong cho vị tân giám mục được tổ chức cách nhanh chóng sau đó vào ngày 28 tháng 4, với phần nghi thức chính yếu được cử hành cách trọng thể bởi 3 giáo sĩ cấp cao. Chủ phong cho vị tân chức là Tổng giám mục Duraisamy Simon Lourdusamy, Tổng giám mục Tổng giáo phận Bangalore. Hai vị còn lại với vai trò phụ phong gồm có Tổng giám mục Antony Padiyara, Tổng giám mục Tổng giáo phận Changanacherry, nghi lễ Syro-Malabar và Giám mục Francis Xavier Muthappa, Giám mục chính tòa Giáo phận Coimbatore. Tân giám mục chọn cho mình cho mình châm ngôn:Heart filled with love.
Bất ngờ, chỉ vài tháng sau đó, ngày 6 tháng 12 năm, tin tức từ Tòa Thánh loan báo về việc đã tuyển chọn Giám mục Packiam Arokiaswamy đi lãnh nhận nhiệm vụ mới là Tổng giám mục chính tòa Tổng giáo phận Bangalore. Sau mười lăm năm cai quản  Bangalore với chức danh Tổng giám mục, bất ngờ, ngày 12 tháng 9 năm 1986, Tòa Thánh thông báo về việc thuyên chuyển Tổng giám mục Packiam Arokiaswamy làm Giám mục chính tòa Giáo phận Tanjore, và được giữ hàm Tổng giám mục.
Sau hơn 10 năm tại Tanjore, Tổng giám mục Packiam Arokiaswamy xin từ nhiệm và được Tòa Thánh chấp thuận sau đó vào ngày 28 tháng 6 năm 1997 vì lí do tuổi tác theo Giáo luật. Ông qua đời sau đó vào ngày 22 tháng 5 năm 2003, thọ 82 tuổi.